# هری دانیلز (بازیکن فوتبال)
هری دانیلز (انگلیسی: Harry Daniels; ۲۵ ژوئن ۱۹۲۰ – 2002 (aged 79–80)) بازیکن فوتبال اهل بریتانیا بود.
از باشگاه‌هایی که در آن بازی کرده‌است می‌توان به باشگاه فوتبال برایتون اند هوو آلبیون، باشگاه فوتبال کویینز پارک رنجرز، و باشگاه فوتبال یورک سیتی اشاره کرد.